# إلياس إبراهيم
إلياس إبراهيم (بالديفهي: އަލްފާޟިލް އިލްޔާސް އިބްރާހިމް)‏ هو سياسي مالديفي، ولد في 18 ديسمبر 1945.